# Josh Keaton
Joshua "Josh" Keaton, född 8 februari 1979 i Hacienda Heights i Kalifornien, är en amerikansk skådespelare, röstskådespelare, sångare och musikproducent. 

## Röstroller

### Filmer
| År   | Titel                                                                      | Roller                                                    | Noter                       |
| ---- | -------------------------------------------------------------------------- | --------------------------------------------------------- | --------------------------- |
| 1991 | Snobbens syskonträff                                                       | Linus                                                     | TV-special, kortfilm        |
| 1993 | Recycle Rex                                                                | Tucker                                                    | Kortfilm                    |
| 1997 | Herkules                                                                   | Herkules som ung                                          |                             |
| 2004 | Kangaroo Jack: G'Day U.S.A.!                                               | Charlie Carbone                                           | Direkt till video           |
| 2006 | Vilddjuren                                                                 | Röst (noshörning)                                         |                             |
| 2010 | Firebreather                                                               | Troy Adams                                                | TV-film                     |
| 2010 | Justice League: Crisis on Two Earths                                       | Wally West/Flash, Aquaman                                 | Direkt till video           |
| 2012 | Scooby-Doo! Spooky Games                                                   | Steve Lookers                                             | Direkt till video, kortfilm |
| 2012 | Winx Club: The Secret of the Lost Kingdom                                  | Kung Oritel                                               | Nickelodeon-version         |
| 2013 | Winx Club 3D: Magical Adventure                                            | Kung Oritel                                               | Nickelodeon-version         |
| 2013 | Scooby-Doo! and the Spooky Scarecrow                                       | Levi                                                      | Direkt till video, kortfilm |
| 2015 | Justice League: Gods and Monsters                                          | Orion                                                     | Direkt till video           |
| 2015 | Lego DC Comics Super Heroes: Justice League – Attack of the Legion of Doom | Hal Jordan/Green Lantern                                  | Direkt till video           |
| 2016 | DC Super Hero Girls: Hero of the Year                                      | Hal Jordan/Green Lantern, Barry Allen/Flash, Steve Trevor | Direkt till video           |
| 2016 | Lego DC Comics Super Heroes: Justice League – Cosmic Clash                 | Hal Jordan/Green Lantern                                  | Direkt till video           |
| 2017 | DC Super Hero Girls: Intergalactic Games                                   | Barry Allen/Flash, Steve Trevor                           | Direkt till video           |
| 2017 | Lego Scooby-Doo! Blowout Beach Bash                                        | Tommie, Chad                                              | Direkt till video           |
| 2017 | Lego DC Super Hero Girls: Brain Drain                                      | Barry Allen/Flash                                         | Direkt till video           |
| 2018 | Lego DC Super Hero Girls: Super-Villain High                               | Barry Allen/Flash                                         | Direkt till video           |
| 2018 | DC Super Hero Girls: Legends of Atlantis                                   | Barry Allen/Flash                                         | Direkt till video           |
| 2019 | Birds of a Feather                                                         | Manou                                                     |                             |
| 2019 | Lego DC: Shazam!: Magic and Monsters                                       | Executive, Terrance                                       | Direkt till video           |
| 2020 | Ben 10 mot Universum: Filmen                                               | XLR8                                                      |                             |
| 2021 | Batman: Soul of the Dragon                                                 | Jeffrey Burr                                              | Direkt till video           |

### TV-serier
| År         | Titel                                        | Roll                                          | Noter                                                                                       |
| ---------- | -------------------------------------------- | --------------------------------------------- | ------------------------------------------------------------------------------------------- |
| 1990–1991  | Captain Planet and the Planeteers            | Pontus, Belo                                  | 2 episoder, "A World Below Us" och "Last of Her Kind"                                       |
| 1990–1991  | Peter Pan and the Pirates                    | Curly                                         |                                                                                             |
| 1991–1992  | Back to the Future: The Animated Series      | Jules Brown                                   |                                                                                             |
| 1992       | Batman: The Animated Series                  | Michael som ung                               | 1 episod, "It's Never Too Late"                                                             |
| 1998       | Adventures from the Book of Virtues          | Sean Willis, Sir Roland                       | 1 episod, "Trustworthiness"                                                                 |
| 2005–2006  | Bratz                                        | Eitan                                         |                                                                                             |
| 2005       | Grymma sagor med Billy & Mandy               | Bilförare, Zombie #2, Vendor                  | 1 episod, "Jeffy's Web/Irwin Gets a Clue"                                                   |
| 2007       | Ben 10                                       | Tim Dean                                      | Serien från 2005                                                                            |
| 2007–2009  | The Spectacular Spider-Man                   | Peter Parker/Spider-Man                       |                                                                                             |
| 2010–2013  | Transformers: Prime                          | Jack Darby, Tailgate, olika röstroller        |                                                                                             |
| 2011       | Sym-Bionic Titan                             | Ian                                           | 1 episod, "Disenfranchised"                                                                 |
| 2011       | The Super Hero Squad Show                    | Moon-Boy                                      | 1 episod, "The Devil Dinosaur You Say"                                                      |
| 2011–2013  | Green Lantern: The Animated Series           | Hal Jordan/Green Lantern, Manhunters          |                                                                                             |
| 2011–2013  | Winx Club                                    | Kung Oritel, Sky, Valtor, olika röstroller    | Nickelodeon-version                                                                         |
| 2012–2021  | Young Justice                                | Eric Needham/Black Spider, Red Hood           |                                                                                             |
| 2012       | The Avengers: Earth's Mightiest Heroes       | Peter Parker/Spider-Man                       | Obs, inspelad röst, omdubbad av Drake Bell, från Ultimate Spider-Man, före den hade premiär |
| 2013       | Hero Factory                                 | William Furno                                 | 1 episod, "Brain Attack"                                                                    |
| 2013       | Regular Show                                 | Auto T                                        | 1 episod, "The Thanksgiving Special"                                                        |
| 2013, 2017 | Doktor McStuffins                            | Johnny Foosball                               | 2 episoder, "Think Pink/You Foose, You Lose" och "Mermaid in the Midfield/Whole Lotta Hula" |
| 2015       | Justice League: Gods and Monsters Chronicles | Assistent/pilot, Kobra Guard                  | 2 episoder, "Bomb" och "Big"                                                                |
| 2015–2018  | DC Super Hero Girls                          | Hal Jordan, Barry Allen/Flash, Steve Trevor   |                                                                                             |
| 2015–2017  | Be Cool, Scooby-Doo!                         | Olika röstroller                              | 5 episoder                                                                                  |
| 2016–2018  | Voltron – Den legendariska beskyddaren       | Shiro                                         |                                                                                             |
| 2016, 2018 | Kulipari                                     | Darel                                         | Två säsonger, Kulipari: Grodarmén (2016) och Kulipari: Drömgångaren (2018)                  |
| 2016–2021  | Ben 10                                       | XLR8                                          | Serien från 2016                                                                            |
| 2017       | Ant-Man                                      | Scott Lang/Ant-Man                            |                                                                                             |
| 2017–2018  | Justice League Action                        | Hal Jordan/Green Lantern                      | 3 episoder                                                                                  |
| 2017–2018  | Stretch Armstrong and the Flex Fighters      | Gabe                                          |                                                                                             |
| 2017–2020  | Spider-Man                                   | Olika röstroller, se not för namngivna roller | Norman Osborn/Dark Goblin/Spider King, John Jameson/Man-Wolf, Ollie Osnick/Steel Spider     |
| 2017–2020  | Elena of Avalor                              | Miguel, Andres                                | 5 episoder                                                                                  |
| 2020–2022  | It's Pony                                    | Heston, olika röstroller                      |                                                                                             |
| 2021       | What If...?                                  | Steve Rogers/Captain America                  | 3 episoder                                                                                  |
| 2021       | Arcane                                       | Deckard, Salo                                 |                                                                                             |
| 2021–2022  | Dota: Dragon's Blood                         | Bram                                          |                                                                                             |

### Datorspel
| År   | Titel                                       | Roll |
| ---- | ------------------------------------------- | --- |
| 2002 | Spider-Man                                  | Harry Osborn (skulle ursprungligen göra Peter Parker/Spider-Mans röst, men röstrollen gick slutligen till Tobey Maguire) |
| 2004 | Onimusha 3: Demon Siege                     | Ranmaru Mori |
| 2004 | Spider-Man 2                                | Harry Osborn |
| 2004 | Shellshock: Nam '67                         | Tick Tock |
| 2004 | Metal Gear Solid 3: Snake Eater             | Major Ocelot |
| 2005 | Area 51                                     | Crispy |
| 2005 | Psychonauts                                 | Lungfish Zealot, Dingo Inflagrante, Matador                                                                              |
| 2005 | SOCOM: U.S. Navy SEALs Fireteam Bravo       | Lonestar |
| 2005 | X-Men Legends II: Rise of Apocalypse        | Cyclops |
| 2006 | Onimusha: Dawn of Dreams                    | Nankobo Tenkai, Yagyu Munenori                                                                                           |
| 2006 | Naruto: Clash of Ninja 2                    | Mizuki |
| 2006 | Need For Speed: Carbon                      | Sal Scout Facbitory |
| 2006 | SOCOM: U.S. Navy SEALs Fireteam Bravo 2     | LONESTAR |
| 2006 | Metal Gear Solid: Portable Ops              | Ocelot |
| 2006 | Age of Empires III: The War Chiefs          | Chayton Black |
| 2006 | Marvel: Ultimate Alliance                   | Human Torch, Hermod |
| 2007 | Lost Planet: Extreme Condition              | Wayne |
| 2007 | God of War II                               | Ung spartan |
| 2007 | Spider-Man 3                                | Apocalypse Thug |
| 2008 | No More Heroes                              | Destroyman |
| 2008 | Ninja Gaiden II                             | Ryu Hayabusa |
| 2008 | Metal Gear Solid 4: Guns of the Patriots    | Ocelot som ung |
| 2008 | Spider-Man: Friend or Foe                   | Harry Osborn/New Goblin                                                                                                  |
| 2009 | Jak & Daxter: The Lost Frontier             | Jak |
| 2009 | Leisure Suit Larry: Box Office Bust         | Larry Lovage |
| 2009 | Ninja Gaiden Sigma 2                        | Ryu Hayabusa |
| 2009 | Marvel Super Hero Squad                     | Spider-Man |
| 2010 | No More Heroes: Desperate Struggle          | New Destroyman |
| 2010 | Kingdom Hearts: Birth by Sleep              | Hercules som ung |
| 2010 | StarCraft II: Wings of Liberty              | Valerian Mengsk |
| 2010 | Spider-Man: Shattered Dimensions            | Ultimate Spider-Man (normalversion), Spider-Man (DS-version)                                                             |
| 2010 | Splatterhouse                               | Rick Taylor |
| 2011 | Marvel vs. Capcom 3: Fate of Two Worlds     | Spider-Man |
| 2011 | Ultimate Marvel vs. Capcom 3                | Spider-Man |
| 2011 | Spider-Man: Edge of Time                    | Amazing Spider-Man/Peter Parker                                                                                          |
| 2011 | Skylanders: Spyro's Adventure               | Spyro the Dragon, Dark Spyro, Legendary Spyro                                                                            |
| 2011 | Star Wars: The Old Republic                 | Olika röstroller |
| 2012 | Skylanders: Giants                          | Spyro the Dragon, Dark Spyro, Legendary Spyro                                                                            |
| 2012 | PlayStation All-Stars Battle Royale         | Jak |
| 2012 | World of Warcraft: Mists of Pandaria        | Anduin Wrynn |
| 2012 | Transformers: Prime – The Game              | Jack Darby, Vehicon Car, Vehicon Jet                                                                                     |
| 2013 | Starcraft II: Heart of the Swarm            | Valerian Mengsk |
| 2013 | Marvel Heroes                               | Captain Marvel |
| 2013 | The Last of Us                              | Olika röstroller |
| 2013 | Batman: Arkham Origins                      | Robin |
| 2013 | Skylanders: Swap Force                      | Spyro the Dragon |
| 2013 | Knack                                       | Lucas |
| 2014 | Lightning Returns: Final Fantasy XIII       | Olika röstroller |
| 2014 | Hearthstone: Heroes of Warcraft             | Anduin Wrynn |
| 2014 | Skylanders: Trap Team                       | Spyro the Dragon, Spry, Knight Light                                                                                     |
| 2014 | Call of Duty: Advanced Warfare              | Olika röstroller |
| 2014 | Lego Batman 3: Beyond Gotham                | Hal Jordan/Green Lantern, Billy Batson/Shazam, Dick Grayson/Nightwing, Kyle Rayner/White Lantern                         |
| 2015 | Battlefield Hardline                        | Olika röstroller |
| 2015 | Infinite Crisis                             | Aquaman |
| 2015 | Lego Jurassic World                         | Billy Brennan |
| 2015 | Mad Max                                     | Jeet |
| 2015 | Skylanders: SuperChargers                   | Spyro the Dragon, Spry, Knight Light                                                                                     |
| 2015 | Lego Dimensions                             | Gamer Kid |
| 2015 | King's Quest                                | Kung Graham som ung |
| 2016 | World of Warcraft: Legion                   | Anduin Wrynn |
| 2016 | Skylanders: Imaginators                     | Spry, Knight Light |
| 2016 | World of Final Fantasy                      | Lann |
| 2016 | Star Ocean: Integrity and Faithlessness     | Tiffan Delacroix |
| 2016 | Final Fantasy XV                            | Talcott Hester |
| 2016 | Let It Die                                  | Meijin |
| 2017 | Horizon Zero Dawn                           | Avad |
| 2017 | Knack II                                    | Lucas |
| 2017 | Prey                                        | Olika röstroller |
| 2017 | DreamWorks Voltron VR Chronicles            | Shiro |
| 2018 | World of Warcraft: Battle for Azeroth       | Anduin Wrynn |
| 2018 | Spider-Man                                  | Max Dillon/Electro |
| 2018 | Lego DC Super-Villains                      | Hal Jordan/Green Lantern, Blue Beetle                                                                                    |
| 2019 | Heroes of the Storm                         | Anduin Wrynn |
| 2019 | Marvel Ultimate Alliance 3: The Black Order | Scott Lang/Ant-Man |
| 2020 | Final Fantasy VII Remake                    | Narjin |
| 2020 | Iron Man VR                                 | Tony Stark/Iron Man |
| 2020 | World of Warcraft: Shadowlands              | Anduin Wrynn |
| 2021 | No More Heroes III                          | Destroyman True Face, Mass Production Destroyman, Mysterious Man                                                         |
| 2022 | Horizon Forbidden West                      | Avad |

## Live action-roller

### Filmer
| År   | Titel                       | Roll           | Noter                                               |
| ---- | --------------------------- | -------------- | --------------------------------------------------- |
| 1989 | Kidsongs                    | Sig själv      | 2 videor, A Day at Camp och Ride the Roller Coaster |
| 1991 | All I Want for Christmas    | Brad           |                                                     |
| 1992 | Newsies                     | En dansare     |                                                     |
| 1996 | Same River Twice            | Andy           |                                                     |
| 1996 | Judge and Jury              | Pojke #2       |                                                     |
| 1996 | Infinity                    | David          |                                                     |
| 1997 | Skrivet i stjärnorna        | En tonåring    |                                                     |
| 1998 | The Souler Opposite         | Barry som ung  |                                                     |
| 1999 | Chimera House               | Roy            |                                                     |
| 1999 | A Murder On Shadow Mountain | Denny som ung  | TV-film                                             |
| 2003 | The Even Stevens Movie      | Mootai / Jason | TV-film                                             |
| 2007 | Up-In-Down-Town             | Billy          | Kortfilm                                            |
| 2021 | Adolescents of Chymera      | Roy            |                                                     |

### TV-serier
| År        | Titel                            | Roll                  | Noter                                       |
| --------- | -------------------------------- | --------------------- | ------------------------------------------- |
| 1994      | Someone Like Me                  | Doug                  | 1 episod, "El Presidente"                   |
| 1994      | Boy Meets World                  | Roy, pojke #2         | 2 episoder, "The Beard" och "The Uninvited" |
| 1995      | Sister, Sister                   | Franklin              | 1 episod, "It's a Party Thang"              |
| 1995—1996 | Alex Mack                        | Bryce                 | Återkommande karaktär                       |
| 1996      | Saved by the Bell: The New Class | Glee Club-medlem #2   | 1 episod, "Fire at the Max", del 1          |
| 1997      | Chicago Hope                     | Eddie                 | 1 episod, "The Son Also Rises"              |
| 1997      | Baywatch                         | Todd Rose             | 1 episod, "Rendezvous"                      |
| 1997      | General Hospital                 | Tim                   | Återkommande karaktär                       |
| 1997      | Lugn i stormen                   | Will Peters           | 1 episod, "Just Say Maybe"                  |
| 1999      | Touched by an Angel              | Nick Stratton som ung | 1 episod, "Made in the U.S.A."              |
| 1999—2002 | The Young and the Restless       | Denny                 | Återkommande karaktär                       |
| 2002      | Boston Public                    | Martin Andrews        | 1 episod, "Chapter Thirty-Four"             |
| 2002      | Cityakuten                       | Greg                  | 1 episod, "Tell Me Where It Hurts"          |
| 2004      | Will & Grace                     | Salvatore             | 2 episoder, "Queens for a Day", del 1 och 2 |
| 2006      | Bones                            | Yasutani the Terrible | 1 episod, "The Superhero in the Alley"      |
| 2014      | Scorpion                         | Phil Daniels          | 1 episod, "True Colors"                     |